# Vestre Molands kommun
Vestre Molands kommun (norska: Vestre Moland kommune) var en kommun i Aust-Agder fylke i södra Norge. Byn Møglestu utgjorde kommunens centralort.

## Administrativ historik
Vestre Molands kommun upprättades den 1 januari 1838 (som Vestre Moland formannskapsdistrikt) när Formannskapslovene från 1837 trädde i kraft. Kommunen omfattade då större delen av den nuvarande kommunen Lillesands yta, med undantag för stadskommunen Lillesand som utgjorde en enklav då den var helt omsluten av kommunen.
1865 bröts Høvågs kommun ut ur kommunen som då minskade från 4 236 invånare före delningen till 2 167 invånare efter. Den återstående delen omfattade ett område kring staden Lillesand i den östra delen av nuvarande Lillesands kommun.
Den 1 januari 1962 gick Vestre Molands kommun, tillsammans med Høvågs kommun och en del av Eide kommun, upp i Lillesands kommun. Kommunens hade då 2 454 invånare.